# 阿方索二世 (阿拉贡)
（嚴肅的）阿方索二世（西班牙语：Alfonso II el Casto；另一个外号为“纯洁的阿方索”，Alfonso el Trobador；1157年3月—1196年4月25日）巴塞罗那伯爵（称阿方索二世，1162年－1196年在位），亞拉岡国王（1164年~1196年在位），普罗旺斯伯爵（称阿方索一世，1181年~1185年）。他是亞拉岡王国巴塞隆拿王朝的建立者，亦是第一位亞拉岡國王兼任巴塞隆納伯爵，建立亞拉岡王國的巴塞隆納王朝。
阿方索二世出生於韋斯卡，是巴塞罗那伯爵拉蒙·貝倫格四世與亞拉岡王国的女王佩德羅尼拉（拉米罗二世之女）的長子。他出生时的名字是拉蒙·贝伦格尔以继承父親之名。1162年，父亲去世后，阿方索二世继承了巴塞羅那伯爵爵位和巴塞羅那领地。1164年，阿方索二世从母亲处得到亞拉岡王冠，并改名为阿方索，以敬仰偉大的亞拉岡國王阿方索一世。1181年，弟弟普羅旺斯伯爵雷蒙-貝倫格爾三世去世后，他又兼领了普羅旺斯伯國。
阿方索二世是第一个同时统治亞拉岡（原由納瓦拉王室统治）和加泰罗尼亚（原由巴塞罗那王室统治）的君主。他与卡斯提爾国王阿方索八世结盟，以抵御纳瓦拉王国和摩尔人的威胁。在收復失地運動中，阿方索二世向南方推進至特魯埃爾，並於1171年攻陷敵方重鎮瓦倫西亞，並於同年佔領了卡斯佩。
除了共同利益之外，亞拉岡和卡斯提爾兩個王國通過正式的附庸關係聯合一起，前者歸於後者成為臣屬。 此外，阿方索二世與卡斯提爾國王阿方索八世的姑姐卡斯提爾的珊莎於1174年1月18日在薩拉戈薩結婚，這個聯盟於1179年到達另一個里程碑，兩個國王簽訂“卡索爾拉條約”，劃定沿著胡卡爾河和塞古拉河的分水嶺河將南部征服的地區劃分。因此，包括德尼亞在內的瓦倫西亞南部地區已被劃分到亞拉岡。阿方索二世還與納瓦拉國王桑喬六世達成了一項協議，即“桑格薩條約”（1168年）將兩國之間的穆爾西亞泰法平分。
在他的統治期間，亞拉岡人對比利牛斯山脈以北的影響達到頂峰，這是一個自然的趨勢，因為這時奧克西塔尼亞人、加泰羅尼亞人和亞拉岡人同在亞拉岡聯合王國統治的關係。亞拉岡的領土不僅包括普羅旺斯（從1166年或之前），而且還包括色丹尼亞（1168年開始）和魯西永（繼承於1172年） 。貝阿恩和比戈爾在1187年開始向亞拉岡王國進貢。阿方索二世亦有參與隆格多克的事務，後來他的繼任者佩德羅二世將因此而犧牲生命，但是在這一刻被證明是非常有利的，因為此地加強亞拉岡的貿易和刺激從北方來的人民殖民到亞拉岡新征服的土地。
1186年，他幫助亞拉岡人在撒丁利亞建立影響力，他支持他的表姊阿加爾布薩（已故阿波利亞王國領袖巴里松奈二世的遺孀）的大女兒的兒子阿波利亞的于格一世放在阿波利亞的王位上以對抗巴里松奈二世與第一任妻子所生的兒子塞拉的彼得。
阿方索二世在亞拉岡地區的厄波羅河畔提供了第一批土地給熙篤會的僧侶，這裡最後成為該地區第一座熙篤會修道院的遺址。彼德拉修道院創建於1194年，擁有十三名來自波夫萊特修道院的僧侶，在位於彼德拉河旁邊的一座古老城堡內，魯埃達修道院成立於1202年，並利用該地區最初的水文學來將水力發電和河流分流用於建設中央暖氣之用。
阿方索二世於1196年在佩皮尼昂逝世。
阿方索二世是一个很有教养的人，能写诗和作曲，并且以普罗旺斯文人的保护者而著称。

## 家庭

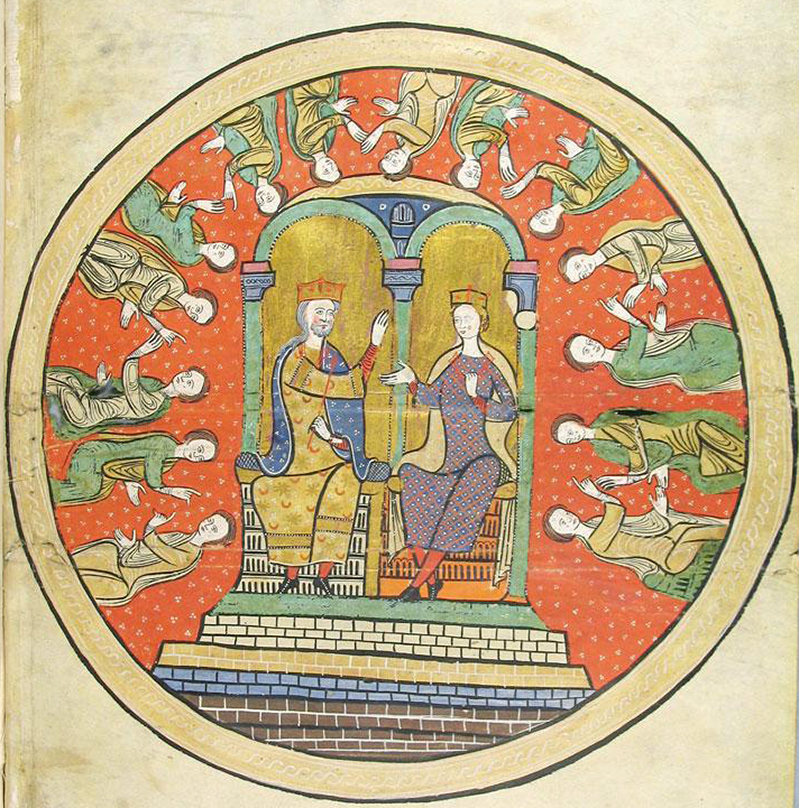
阿方索二世和王后卡斯蒂利亞的珊莎 From the Liber feudorum maior.

阿方索二世於1174年1月18日迎娶卡斯提爾國王阿方索七世的女兒珊莎，他們二人共有8名子女：
1. 佩德羅二世（1174年/1176年－1213年9月14日），亞拉岡國王及蒙彼利埃勛爵。
2. 康斯坦絲（英语：Constance of Aragon）（1179年－1222年6月23日），首先嫁匈牙利國王伊姆雷，其後嫁給神聖羅馬皇帝腓特烈二世。
3. 阿爾方斯（1180年－1209年2月），普羅旺斯伯爵。
4. 埃莉諾（1182年－1226年2月），嫁給圖盧茲伯爵拉蒙六世。
5. 拉蒙·貝倫格爾（約1183/1185年－早逝）
6. 珊莎（1186年－1241年後），於1211年嫁給圖盧茲伯爵拉蒙七世。
7. 斐迪南（1190年－1249年），熙篤會僧侶，蒙特亞拉貢修道院長。
8. 達爾茜婭（1192年－？），錫赫納的一位修女。